# Verneix
Verneix település Franciaországban, Allier megyében. Lakosainak száma 577 fő (2022. január 1.). Verneix Bizeneuille, Estivareilles, Saint-Angel, Saint-Victor és Haut-Bocage községekkel határos.

## Népesség
A település népessége az elmúlt években az alábbi módon változott:
| Lakosok száma | 619  | 538  | 584  | 557  | 612  | 595  | 603  | 599  | 587  | 577  |
|               | 1968 | 1982 | 1999 | 2006 | 2011 | 2015 | 2017 | 2018 | 2020 | 2022 |